# Lodgepole (Nebraska)
Lodgepole je selo u američkoj saveznoj državi Nebraska. Prema popisu stanovništva iz 2010. u njemu je živjelo 318 stanovnika.